# Де Вильде, Филип
Филип Альфонс Анни Де Вильде (нидерл. Filip Alfons Annie De Wilde, родился 5 июля 1964 в Зеле) — бельгийский футболист, вратарь.

## Карьера

### Клубная
В возрасте 9 лет записался в футбольную школу клуба «Эндрахт» из города Зеле. В 16-летнем возрасте присоединился к клубу «Беверен» и уже через год подписал свой первый профессиональный контракт с ним, где выступал до 1987 года. В 1987 году Де Вильде получил приглашение от сильнейшей на тот момент команды Бельгии — «Андерлехта», который считался также и одним из сильнейших клубов Европы. За команду он выступал до 1996 года, выиграл множество трофеев (Чемпионаты Бельгии 1991, 1993, 1994, 1995; Кубки Бельгии 1988, 1989, 1994; Финал Кубка обладателей Кубков 1990) и стал одной из легенд клуба.
В 1996 он отправился в лиссабонский «Спортинг» и отыграл там 2 сезона, но затем уступил своё место в воротах молодому Тиагу и вернулся в «Андерлехт». Сыграв там ещё 7 лет, подписал позднее контракт с австрийским «Штурмом», через год вновь вернулся в Бельгию (на этот раз в «Локерен») и ещё через год закончил карьеру в скромном клубе «Вербрудеринг Гел». После окончания карьеры отправился в «Андерлехт» как тренер вратарей команды.

### В сборной
В сборной сыграл 33 матча. Числился в заявках на три мундиаля: 1990, 1994 и 1998 годы (на первых двух не сыграл ни матча, уступая место в воротах Мишелю Прюдомму, а на третьем провёл два матча). Первый матч за сборную сыграл в 1989 против датчан, заменив Жильбера Бодара в перерыве. На чемпионате Европы-2000 сыграл три матча группового этапа против Швеции, Италии и Турции, однако во всех матчах выступал слабо, а Бельгия из группы не вышла. В матче со шведами допустил глупую ошибку: после паса назад от Филиппа Леонара поскользнулся на ровном месте, потерял равновесие и наступил на мяч, который перехватил швед Юхан Мьельбю и отправил в ворота. Впрочем, Бельгия выиграла 2:1, а де Вильде сделал ещё несколько сейвов, исправляя свою оплошность. В матче с Италией на 5-й минуте отбил мощный удар Паоло Мальдини и не позволил сыграть Филиппо Индзаги на добивание, однако это не спасло от поражения 2:0 (отличились Франческо Тотти и Стефано Фьоре), да и автогол Йоса Валгарена, возникший после столкновения с де Вильде, арбитр отменил только из-за положения «вне игры».. В решающей игре с Турцией невнимательность де Вильде привела к двум голам Хакана Шукюра (первый из-за замешательства двух защитников в штрафной, второй из-за ошибки при создании искусственного офсайда), а на 79-й минуте Вильде и вовсе завершил свои выступления, получив красную карточку за нападение на Арифа Эрдема вне штрафной площади. Заменил невезучего голкипера защитник Эрик Дефляндр, поскольку лимит замен был исчерпан, но он не пропустил ни одного гола (как и турецкий вратарь). Больше де Вильде не выступал в сборной.

## Интересные факты
- В матче против шведов на Евро-2000 де Вильде руководил обороной, используя два языка: валлонам Эрику Дефляндру и Филиппу Леонару он давал указания на французском языке, а фламандцам Лоренцо Сталенсу и Йосу Валгарену на нидерландском.[2]